# NRP Bartolomeu Dias (F333)
A NRP Bartolomeu Dias (número de amura: F333) é uma fragata da Marinha Portuguesa, constituindo o primeiro navio da classe Bartolomeu Dias.
A Bartolomeu Dias foi integrada na Marinha Portuguesa, no dia 16 de janeiro de 2009. Até então, era a fragata HrMs Van Nes (F833) da classe Karel Doorman da Marinha Real Holandesa.  Foi adquirida em conjunto com a RNLM Van Galen, baptizada de NRP D. Francisco de Almeida, por 240 milhões de euros.

## Modernização
Em 2018 o Estado Português assinou um contrato com os estaleiros Damen Shiprepair Vlissingen para a modernização (MLU) das duas fragatas da Classe Bartolomeu Dias, onde foram realizados trabalhos de modernização entre 2018 e 2022, nos sistemas de armas, de sensores, de comunicações e alguns dos equipamentos ligados à propulsão, à manobra do navio e distribuição de energia.
Em 2018 seguiu para a Holanda a fragata NRP Bartolomeu Dias sendo entregue à Marinha Portuguesa em setembro de 2021, já a fragata NRP D. Francisco de Almeida partiu para a Holanda em 2020 e foi entregue no final de 2022.

## Armamento
- Peça de artilharia OTO MELARA 76 mm
- 16 Mísseis MK48 VLS Sea Sparrow SAM2x4
- 2x4 Mísseis antinavio Harpoon SSM
- 2x2 tubos lança torpedos MK46
- Peça 30 mm GOALKEEPER (Defesa aérea próxima)
- Helicóptero Westland Lynx Mk95 armado com torpedos e sonar

## Equipamento
Radares
- Kelvin Hughes (Navegação)
- Thales Nederland STIR-180 (Director de tiro)
- Thales Nederland LW-08 (Pesquisa aérea)
- Thales Nederland SMART-S (3D) (Combinado Aerea/superficie)

Sonar
- Thales Nederland PHS-36 para pesquisa activa/ataque

Outros sistemas electrónicos
- Thales Nederland SEWACO Mk.VII (Spider) (Sistema de gestão de dados combate)
- Sistema Link 11 (Tadil A)
- Sistema MCCIS
- Sistema AIS (saab) (identificação de navios mercantes)
- EADS Mk 36 SRBOC (Contramedidas electronicas)
- EDO Corp. APECS-II/AR700 (Contramedidas electronicas)
- Argon - ST AN/SLQ-25 (Engodo antitorpedo)
- Thales Nederland VESTA-Helo (OHTS - Sistema de pontaria para lá do horizonte)